# Pilgerweg

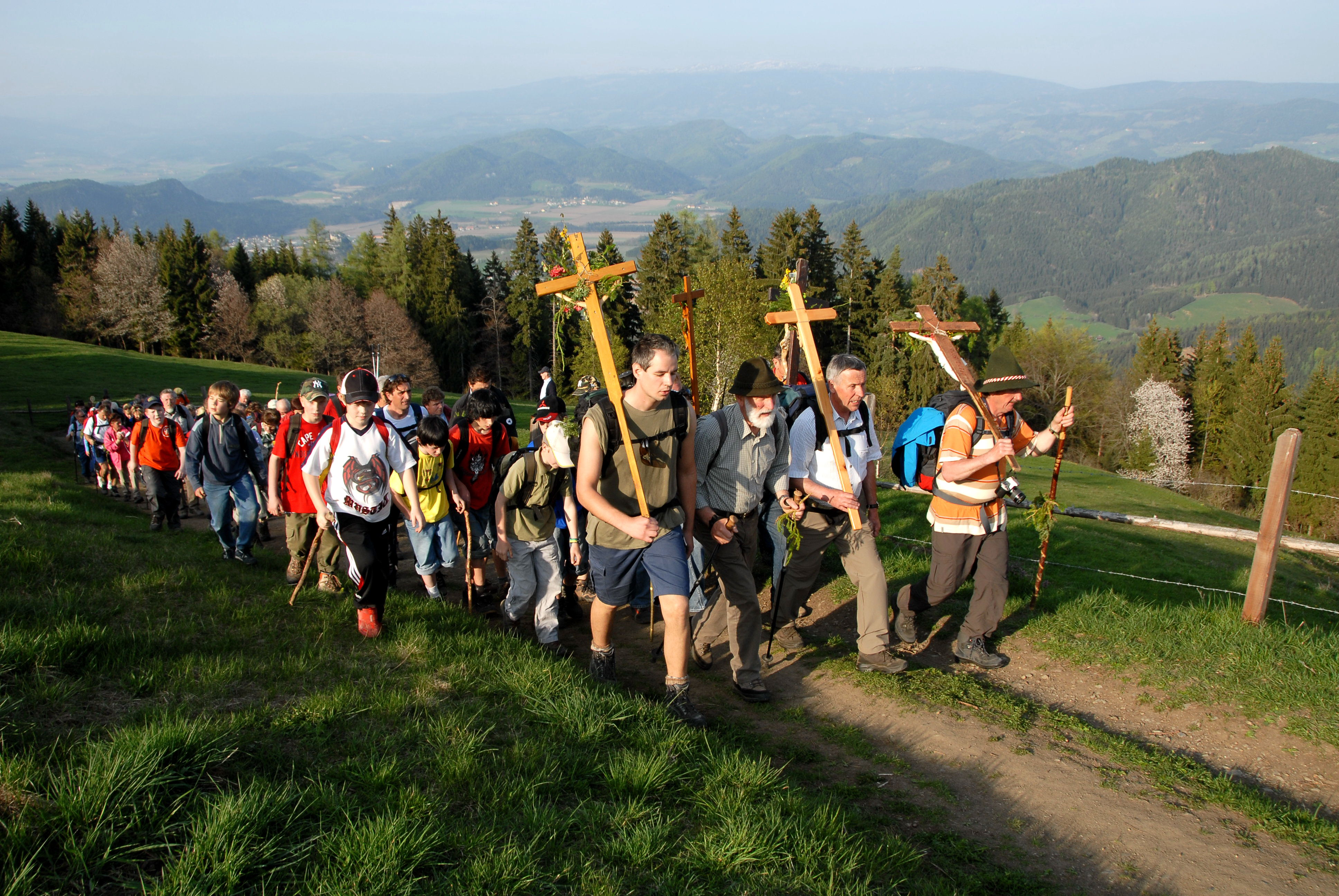
Vierbergelauf in Kärnten-Österreich

Ein Pilgerweg ist die Reisestrecke, die Wallfahrer auf einer Wallfahrt (Pilgerfahrt) zurücklegen, um an das Ziel – meist ein heiliger Ort – zu gelangen.
Alle großen Religionen der Welt kennen Pilgerwege und Pilgerorte. Diese Orte können Ortschaften sein, wie Jerusalem, Rom, Santiago de Compostela, Lourdes, Einsiedeln, aber auch bestimmte Punkte einer Landschaft wie ein Berg, eine Quelle, ein Brunnen, eine Höhle oder ein Heiligtum. Auf dem Weg gibt es Stationen des Innehaltens, an denen Gebete gesprochen oder Gottesdienste gefeiert werden können.

## Geschichte
Im Mittelalter gab es drei Hauptpilgerorte der Christenheit: Jerusalem, Rom und Santiago de Compostela. Die großen Pilgerorte entstanden an den (vermeintlichen) Gräbern wichtiger Apostel. Der heute berühmteste christliche Pilgerweg ist jener nach Santiago de Compostela, der Jakobsweg. Ein ebenfalls sehr alter Pilgerweg, die Via francigena, führt von Canterbury über Frankreich und die Schweiz nach Rom. Auch mit Jerusalem sind diese Wege verbunden (Jerusalemweg). So können einzelne Wegabschnitte sowohl als Jakobsweg wie auch als Pilgerweg zu einem anderen Ort betrachtet werden. Zusammen mit den verschiedenen Zuwegen bilden diese Hauptwege ein Netz alter Pilgerwege, das ganz Europa durchzieht. Heute gibt es in fast allen europäischen Ländern Jakobsgesellschaften, die sich um die Erforschung und Pflege des Jakobsweges kümmern. In Deutschland werden die historischen Pilgerrouten von der Deutschen St. Jakobus-Gesellschaft e. V. erforscht. In der Schweiz ist es die Vereinigung der Freunde des Jakobsweges.
Da sich Christen immer als „auf dem Weg“ befindlich verstehen, werden auch oft pfarrliche und diözesane Entwicklungskonzepte als „Pilgerwege“ bezeichnet. Ein berühmter solcher Pilgerweg ist der sogenannte Pilgerweg des Vertrauens auf der Erde der ökumenischen Gemeinschaft von Taizé. Auch die Evangelisch-lutherische Landeskirche Hannover entwickelte ein Projekt mit Namen Pilgerweg Loccum–Volkenroda. 1987 wurde während des Olof-Palme-Friedensmarsches auf Anregung der Aktion Sühnezeichen ein mehrtägiger Pilgerweg vom KZ Ravensbrück zum KZ Sachsenhausen durchgeführt. Die Route erinnerte an die Todesmärsche von KZ-Häftlingen 1945.
Ein wichtiger islamischer Pilgerweg führt von Mekka nach Medina, siehe Haddsch.
Junrei ist eine Bezeichnung buddhistischer Pilgerwege in Japan, Kora die Bezeichnung tibetischer Pilgerwege. Die wichtigste schamanische Pilgerschaft Nepals erfolgt während der Monsunzeit („Saun“) zum Kali-Shiva-Heiligtum auf dem Kalinchok (3810 m).